# Emmerweg

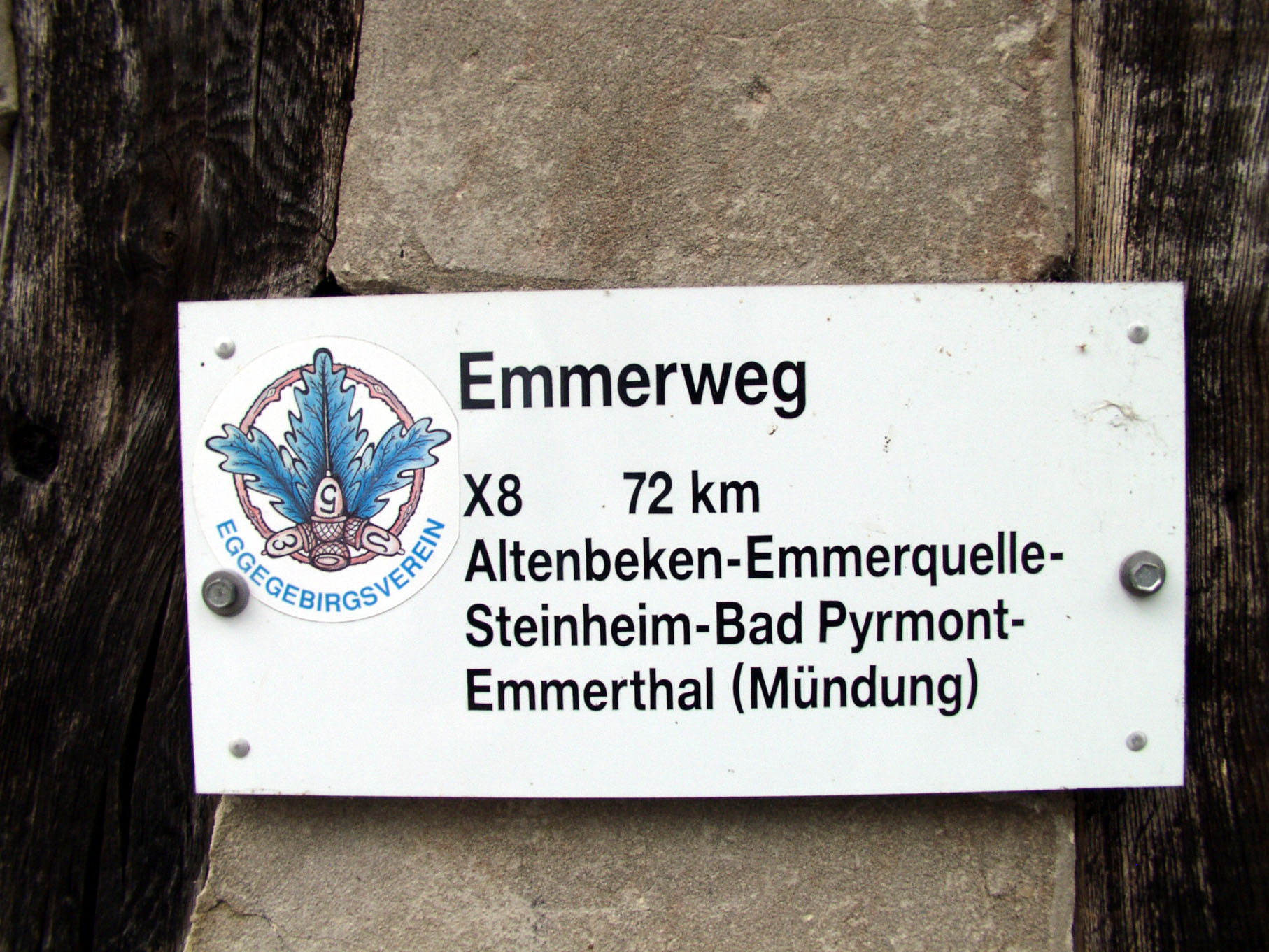
Der Emmerweg ist als X8 ausgeschildert

Der Emmerweg (Kennzeichnung X8) ist ein 72 Kilometer langer Wanderweg entlang der Emmer (Nebenfluss der Weser) von der Quelle bis zur Mündung. Der Weg verläuft durch Teile der deutschen Bundesländer Nordrhein-Westfalen und Niedersachsen.

## Verlauf
Der Emmerweg beginnt in Altenbeken und führt direkt zur Quelle der Emmer, die zwischen Altenbeken und Langeland (Stadtteil von Bad Driburg) liegt, verläuft dann in nordöstlicher Richtung bis zu ihrer Mündung in die Weser bei Emmerthal, das sich südlich von Hameln befindet.
Der Emmerweg bietet sich für eine Drei-Tage-Tour an, er folgt der Bahnstrecke Altenbeken–Hameln. Der weitestgehend gut ausgeschilderte Wanderweg wird betreut vom Eggegebirgsverein. Als einige der landschaftlich schönsten Wander- bzw. Landschaftsabschnitte gelten die Strecken zwischen Altenbeken und Steinheim und später von Schieder entlang des Schiedersees („Emmerstausee“).

Impressionen vom Emmerweg
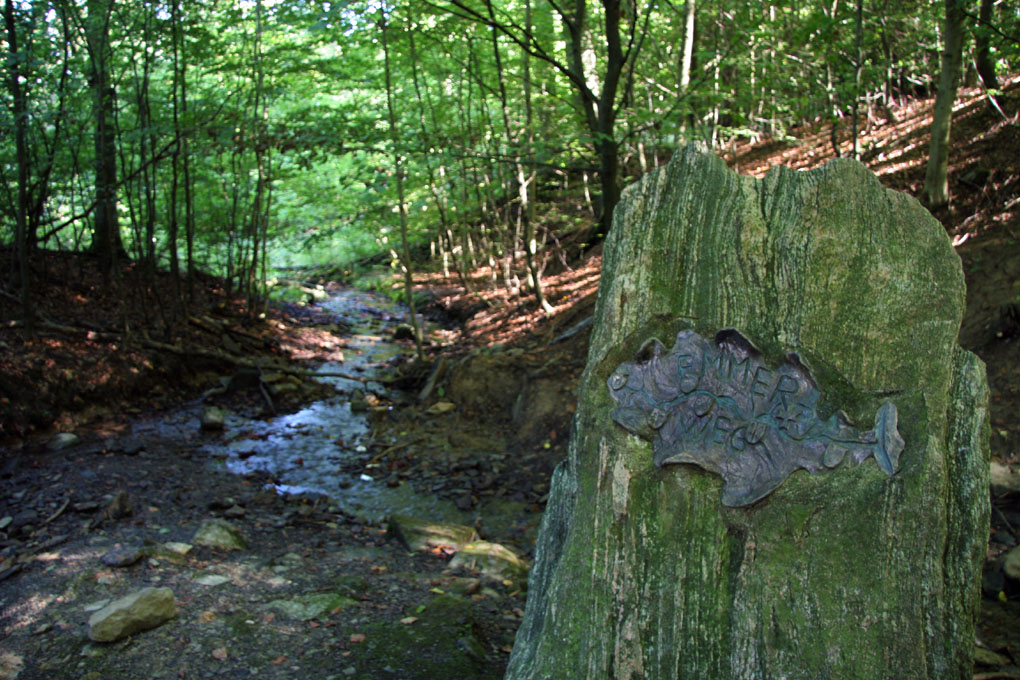
Die Quelle der Emmer bei Langeland
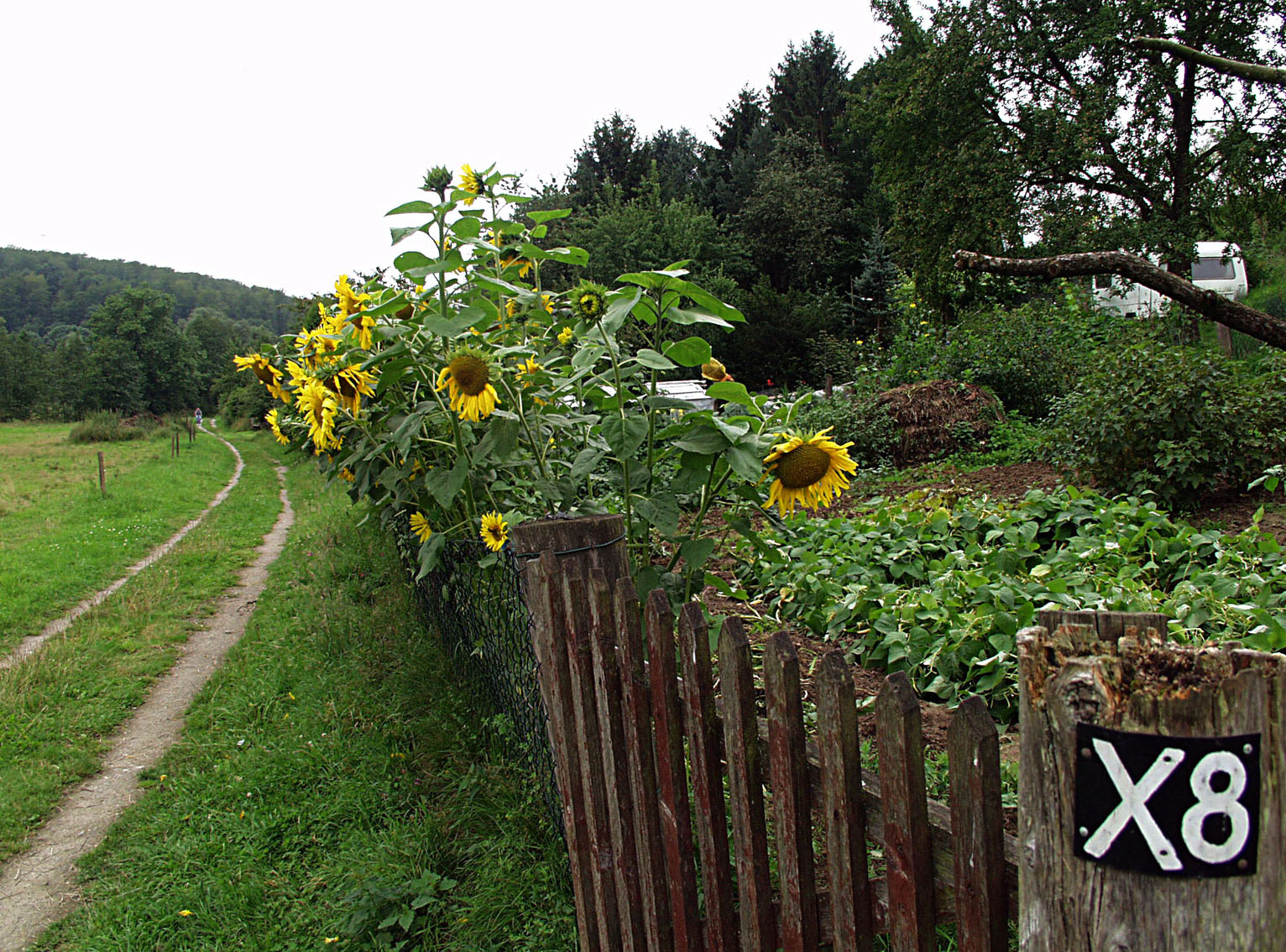
Sommer auf dem Emmerweg
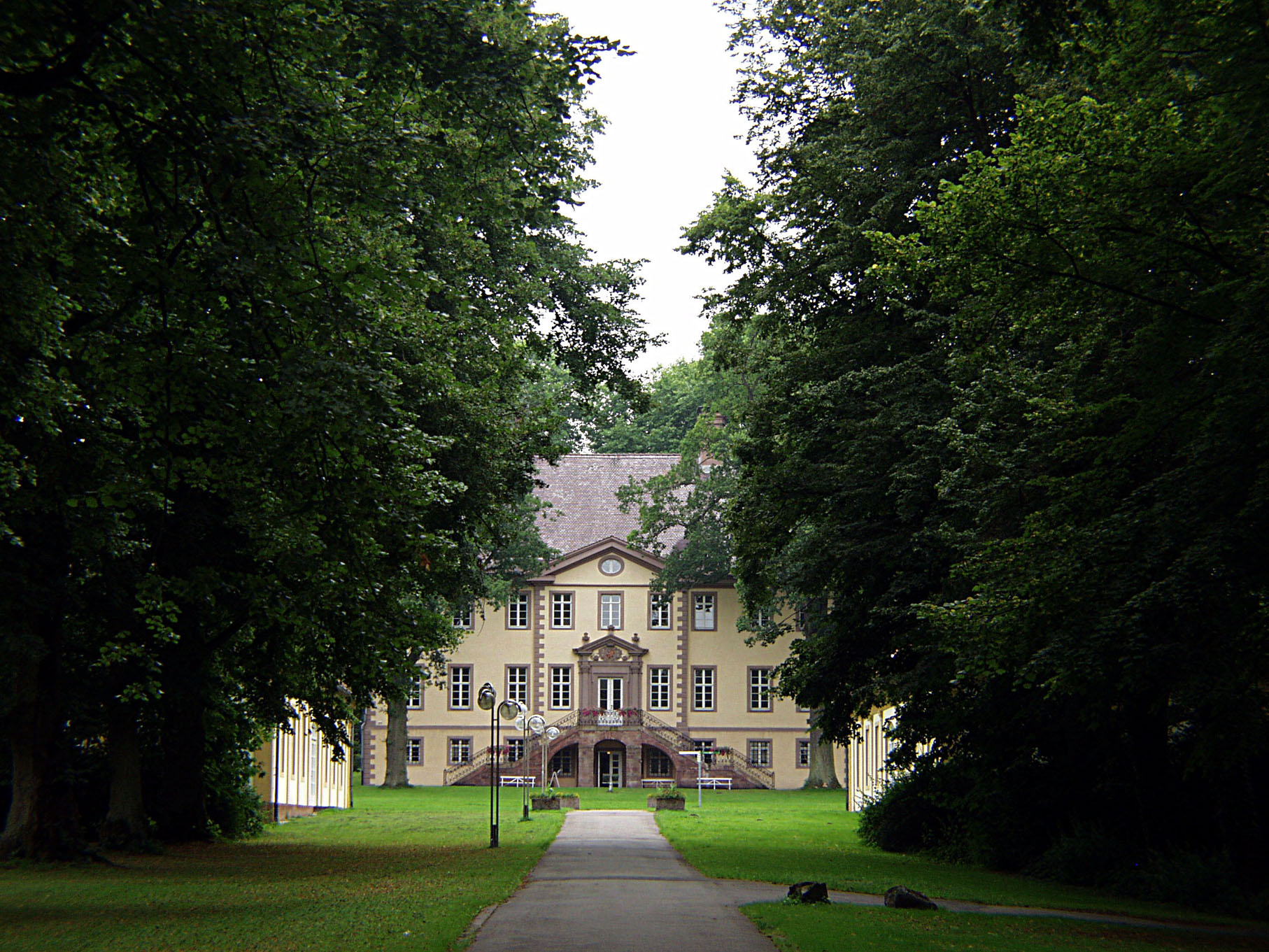
Die Schlossallee in Schieder ist auf einigen hundert Metern Teil des Emmerweges
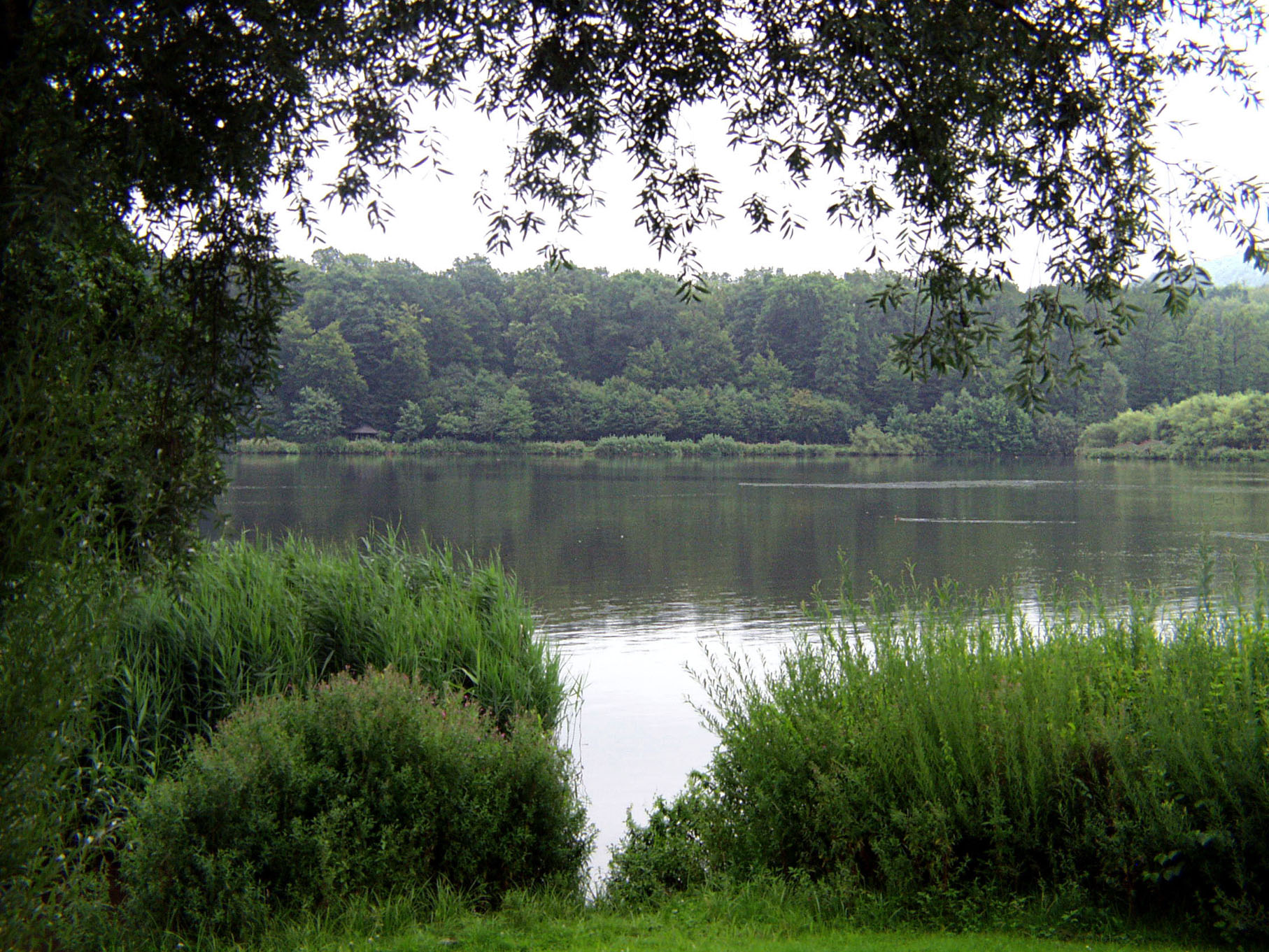
Bei Schieder führt der Emmerweg am Ufer des Emmerstausees entlang.